# Diocesi di Duluth
La diocesi di Duluth (in latino Dioecesis Duluthensis) è una sede della Chiesa cattolica negli Stati Uniti d'America suffraganea dell'arcidiocesi di Saint Paul e Minneapolis. Nel 2021 contava 44.642 battezzati su 448.703 abitanti. È retta dal vescovo Daniel John Felton.

## Territorio
La diocesi comprende le seguenti contee dello stato statunitense del Minnesota: Aitkin, Carlton, Cass, Cook, Crow Wing, Itasca, Koochiching, Lake, Pine e St. Louis.
Sede vescovile è la città di Duluth, dove si trova la cattedrale di Nostra Signora del Rosario (Cathedral of Our Lady of the Rosary).
Il territorio si estende su 57.875 km² ed è suddiviso in 71 parrocchie.

## Storia
La diocesi è stata eretta il 3 ottobre 1889 con il breve Ex debito supremi di papa Leone XIII, ricavandone il territorio dal vicariato apostolico del Minnesota settentrionale, contestualmente elevato al rango di diocesi con il nome di diocesi di Saint Cloud.
Il 31 dicembre 1909 ha ceduto una porzione di territorio a vantaggio dell'erezione della diocesi di Crookston.
Il 1º settembre 1957 per effetto del decreto Templum paroeciale della Congregazione Concistoriale la cattedrale è stata trasferita dalla chiesa del Sacro Cuore Gesù alla chiesa di Nostra Signora del Rosario.

## Cronotassi dei vescovi
Si omettono i periodi di sede vacante non superiori ai 2 anni o non storicamente accertati.
- James McGolrick † (15 novembre 1889 - 23 gennaio 1918 deceduto)
- John Timothy McNicholas, O.P. † (18 luglio 1918 - 8 luglio 1925 nominato arcivescovo di Cincinnati)
- Thomas Anthony Welch † (17 dicembre 1925 - 9 settembre 1959 deceduto)
- Francis Joseph Schenk † (27 gennaio 1960 - 30 aprile 1969 ritirato[2])
- Paul Francis Anderson † (30 aprile 1969 - 17 agosto 1982 dimesso)
- Robert Henry Brom † (25 marzo 1983 - 1º maggio 1989 nominato vescovo coadiutore di San Diego)
- Roger Lawrence Schwietz, O.M.I. (12 dicembre 1989 - 18 gennaio 2000 nominato arcivescovo coadiutore di Anchorage)
- Dennis Marion Schnurr (18 gennaio 2001 - 17 ottobre 2008 nominato arcivescovo coadiutore di Cincinnati)
- Paul David Sirba † (15 ottobre 2009 - 1º dicembre 2019 deceduto)
  - Michel Joseph Mulloy (19 giugno 2020 - 7 settembre 2020 dimesso) (vescovo eletto)
- Daniel John Felton, dal 7 aprile 2021

## Statistiche
La diocesi nel 2021 su una popolazione di 448.703 persone contava 44.642 battezzati, corrispondenti al 9,9% del totale.
| anno | popolazione | popolazione | popolazione | presbiteri | presbiteri | presbiteri | presbiteri                | diaconi | religiosi | religiosi | parrocchie |
| anno | battezzati  | totale      | %           | numero     | secolari   | regolari   | battezzati per presbitero | diaconi | uomini    | donne     | parrocchie |
| ---- | ----------- | ----------- | ----------- | ---------- | ---------- | ---------- | ------------------------- | ------- | --------- | --------- | ---------- |
| 1950 | 89.646      | 372.495     | 24,1        | 123        | 94         | 29         | 728                       |         | 10        | 469       | 74         |
| 1966 | 104.791     | 410.815     | 25,5        | 157        | 115        | 42         | 667                       |         | 8         | 471       | 124        |
| 1970 | 98.354      | 410.815     | 23,9        | 92         | 92         |            | 1.069                     |         | 2         | 397       | 86         |
| 1976 | 93.107      | 406.800     | 22,9        | 121        | 85         | 36         | 769                       |         | 38        | 344       | 82         |
| 1980 | 101.487     | 421.400     | 24,1        | 123        | 90         | 33         | 825                       |         | 34        | 334       | 130        |
| 1990 | 82.820      | 407.000     | 20,3        | 103        | 82         | 21         | 804                       | 11      | 21        | 211       | 100        |
| 1999 | 81.560      | 417.125     | 19,6        | 97         | 83         | 14         | 840                       | 24      | 1         | 175       | 94         |
| 2000 | 79.074      | 415.690     | 19,0        | 95         | 83         | 12         | 832                       | 23      | 13        | 169       | 90         |
| 2001 | 78.235      | 475.000     | 16,5        | 82         | 70         | 12         | 954                       | 25      | 14        | 165       | 90         |
| 2002 | 71.531      | 430.852     | 16,6        | 80         | 70         | 10         | 894                       | 30      | 12        | 161       | 93         |
| 2003 | 71.853      | 430.900     | 16,7        | 81         | 71         | 10         | 887                       | 33      | 12        | 160       | 93         |
| 2004 | 70.950      | 431.000     | 16,5        | 80         | 71         | 9          | 886                       | 33      | 10        | 155       | 93         |
| 2006 | 72.600      | 438.000     | 16,6        | 80         | 67         | 13         | 907                       | 33      | 13        | 130       | 93         |
| 2013 | 56.417      | 446.956     | 12,6        | 85         | 76         | 9          | 663                       | 51      | 9         | 97        | 91         |
| 2016 | 53.046      | 447.568     | 11,9        | 74         | 71         | 3          | 716                       | 57      | 3         | 82        | 74         |
| 2019 | 47.414      | 447.896     | 10,6        | 72         | 71         | 1          | 658                       | 64      | 1         | 59        | 73         |
| 2021 | 44.642      | 448.703     | 9,9         | 68         | 66         | 2          | 656                       | 62      | 2         | 51        | 71         |